# 1968 en Belgique
Chronologie de la Belgique
- 1964
- 1965
- 1966
- 1967
- 1968
- 1969
- 1970
- 1971
- 1972

Cette page recense des événements qui se sont produits durant l'année 1968 en Belgique.

## Chronologie
- 15 janvier : la section francophone de l'université catholique de Louvain (UCL), présente un plan d'expansion. Toutes les facultés, à l'exception des sciences médicales, sont maintenues à Louvain. La faculté de médecine est, elle, transférée à Woluwe-Saint-Lambert. Cette décision déclenche la colère des milieux flamands[1]
- 17 janvier : les étudiants flamands de l'UCL décident de partir en grève[2].
- Février 1968 : des troubles graves éclatent entre étudiants francophones et flamands de l'UCL[3].
- 2 février : l'évêque de Bruges, Mgr De Smedt, reconnaît avoir commis une « terrible erreur » en acceptant, en 1966, le maintien d'une université unitaire à Louvain[1].
- 6 février : depuis la tribune de Chambre, le député social-chrétien flamand Jan Verroken demande le transfert de la section francophone de l'UCL en Wallonie et la séparation de l'université libre de Bruxelles (ULB) en deux institutions autonomes[1].
- 7 février : la crise en cours à Louvain (Walen Buiten) provoque la chute du gouvernement Vanden Boeynants I[1].
- 17-18 février : le congrès du Parti social-chrétien (PSC-CVP) est annulé[4].
- 20 février : des membres de plusieurs mouvements wallons se réunissent à La Louvière pour constituer le Rassemblement wallon, un parti politique fédéraliste[5].
- 21 février : le député social-chrétien francophone Albert Parisis annonce que la section francophone du PSC se présentera aux élections avec un programme et un numéro distincts du CVP. À Bruxelles, Paul Vanden Boeynants se distancie de l'initiative francophone et crée la liste « VDB »[4].
- 25 février : le parti social-chrétien se divise en deux factions communautaires, le PSC (francophone) et le CVP (flamand).
- 28 février : les Chambres sont dissoutes[1].
- 6 mars : création du Rassemblement wallon[6].
- 31 mars : élections législatives et provinciales.

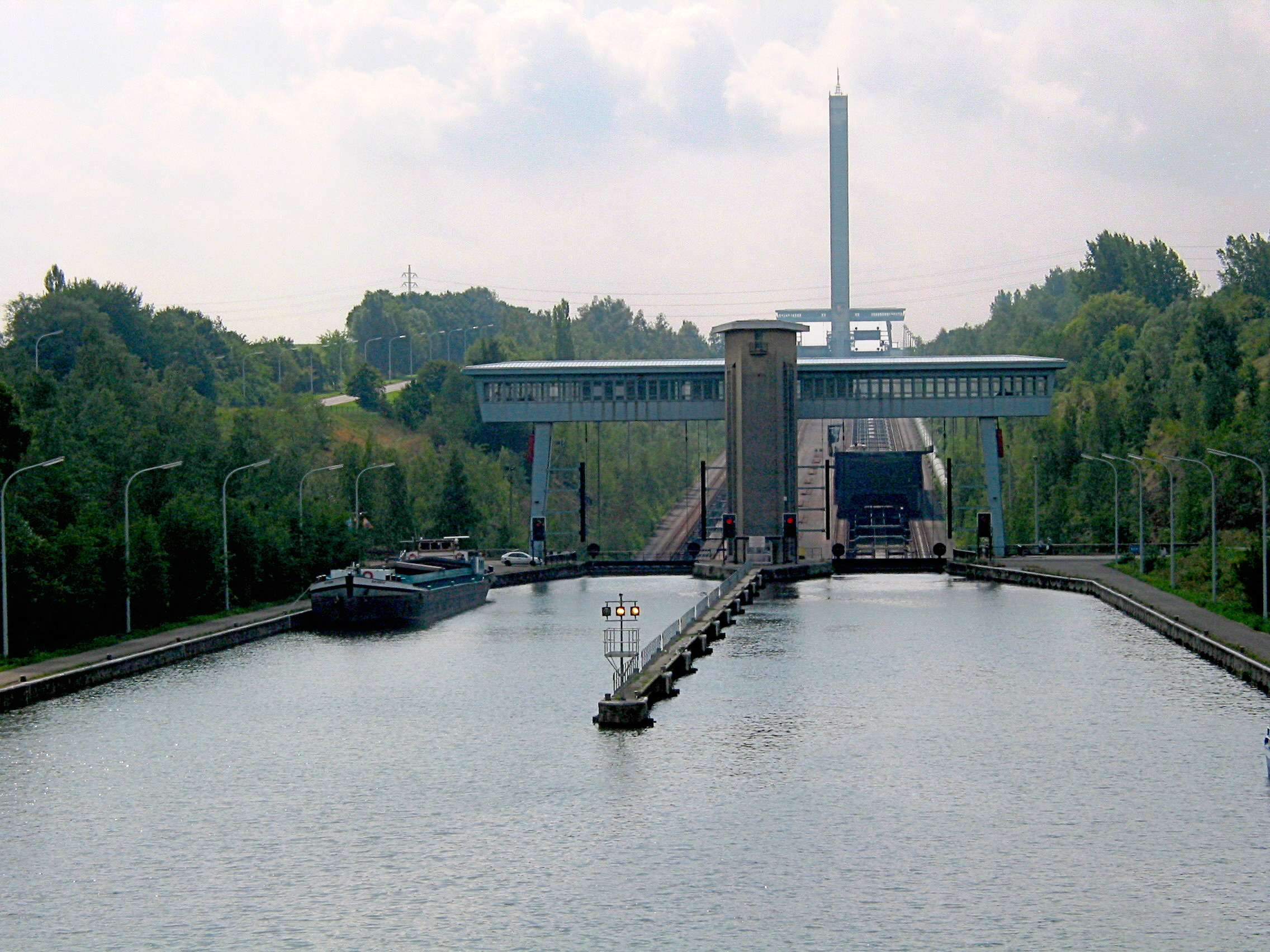
Vue du plan incliné de Ronquières.

- 1er avril : inauguration du plan incliné de Ronquières.
- 3 avril : incendie à la cathédrale Notre-Dame d'Anvers.
- 19 avril : grève des ouvriers du bâtiment dans tout le pays.
- 13 mai : début d'un mouvement de contestation des autorités à l'ULB. Les étudiants réclament une réforme de l'université[7].
- 21 mai : Étienne Duvieusart (RW) annonce l'alliance entre le FDF bruxellois et le Rassemblement wallon[8].
- 29 mai : le mouvement de contestation étudiante perturbe les programmes de la Radio-télévision belge (RTB).
- 17 juin : installation du gouvernement Gaston Eyskens IV, composé de socialistes et de sociaux-chrétiens.
- 24 juin : déclaration gouvernementale « imposant à la section française de l'UCL l'implantation d'unités pédagogiques entières dans des sites nouveaux choisis par elle et dans le cadre d'une programmation établie par elle, dans la mesure où les moyens financiers sont assurés et garantis »[9].
- 1er juillet : suppression des droits de douane entre les six pays membres de la Communauté économique européenne[2],[10].
- 17 juillet : les évêques de Belgique acceptent que la section francophone de l'UCL quitte la ville de Louvain.
- 11 septembre : approbation d'un plan d'expansion et de transfert de la section francophone de l'UCL pour un montant de 17 milliards de francs belges[11],[9].
- 27 octobre : manifestation nationaliste flamande à Anvers, demandant la rémission des peines frappant les « inciviques ».
- 19 novembre : l'UCL unitaire est scindée en deux entités juridiquement indépendantes, l'université catholique de Louvain et la Katholieke Universiteit Leuven.
- 3 novembre : première visite officielle du président Mobutu en Belgique[12].
- 27 novembre : installation de l'Ordre national des avocats.
- 13 décembre : le conseil d'administration de l'ULB décide de dédoubler l'université en deux sections linguistiques, francophone et néerlandophone, dès octobre 1969[1].

## Culture

### Architecture

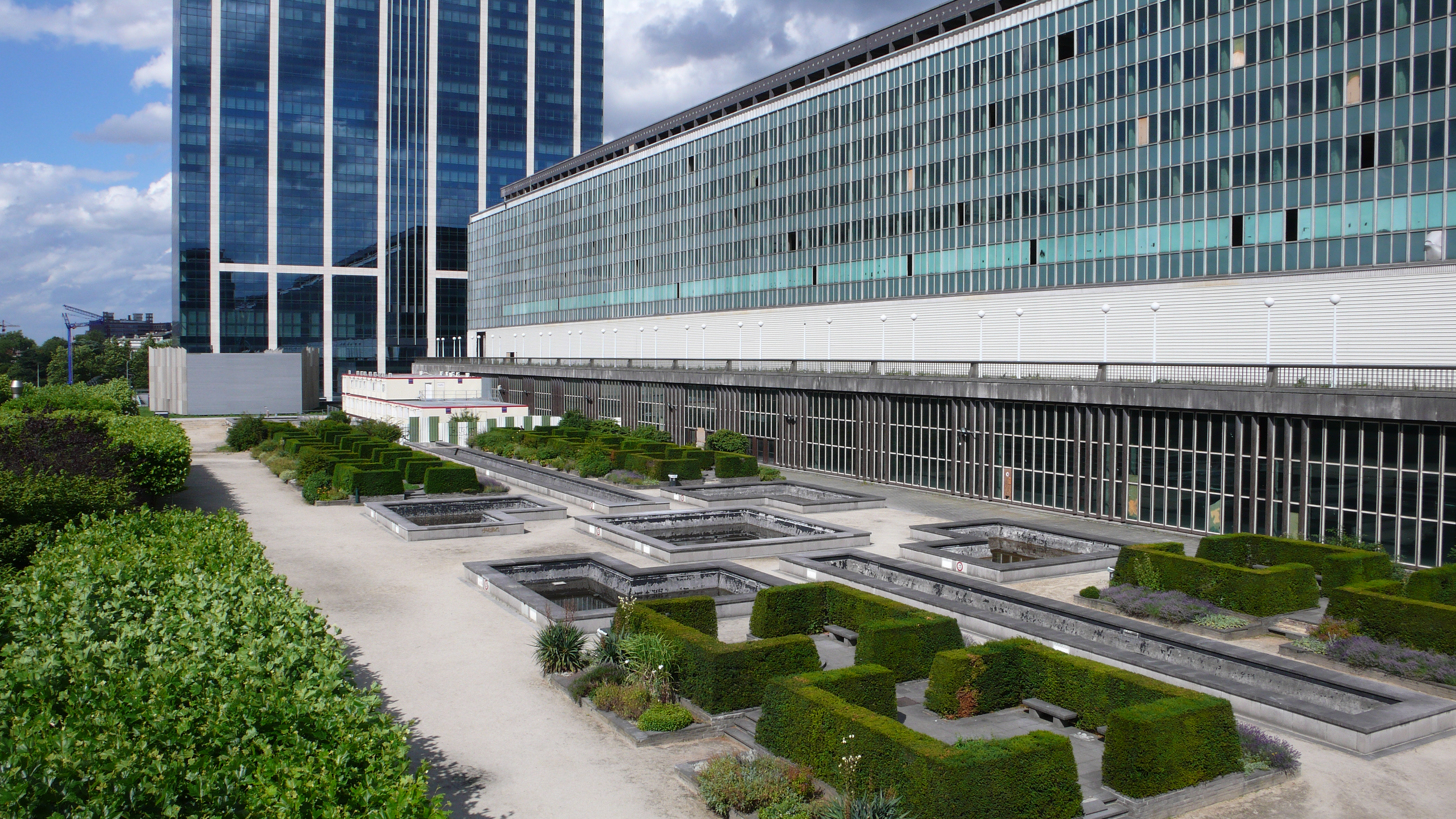
Cité administrative de l'État à Bruxelles
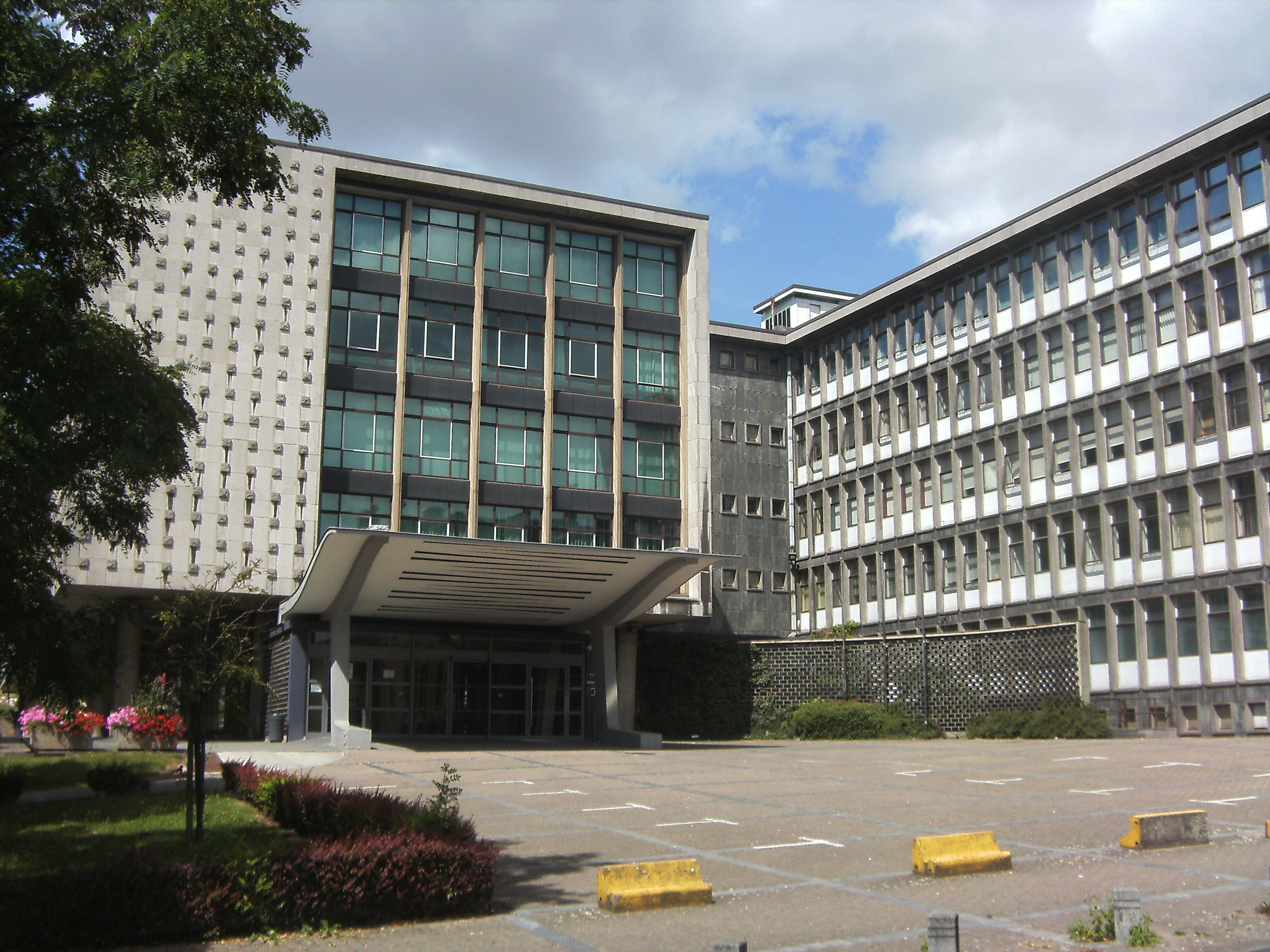
Palais de justice de Charleroi (Jacques Depelsenaire)

### Bande dessinée
Albums parus en 1968 : 
- Allégro Ford T de Francis et Tillieux.
- Vol 714 pour Sydney d'Hergé.
- Barbe-Noire et les Indiens de Marcel Remacle.
- La Bulle du silence de Jidéhem et Vicq.
- Le Cavalier perdu de Jean-Michel Charlier et Jean Giraud.
- Des gaffes et des dégâts d'André Franquin.
- Les Douze Travaux de Benoît Brisefer de Peyo, Delporte et Walthéry.
- Epoxy de Paul Cuvelier et Jean Van Hamme.
- L'Escadrille de la mort de Jean-Michel Charlier et Victor Hubinon.
- Le Grand Combat, La Poupée ridicule et Le Réveil de Toar de Will et Maurice Rosy.
- L'Œuf de Karamazout de Jidéhem.
- L'Œuf et les Schtroumpfs de Peyo.
- Le Pied-Tendre de Morris et Goscinny.
- Rapt sur le France et Suspense à la télévision d'André-Paul Duchâteau et Tibet.
- La Ribambelle aux Galopingos de Roba et Vicq.

### Cinéma
- Astérix et Cléopâtre, film d'animation de René Goscinny et Albert Uderzo.
- Bruno, l'enfant du dimanche, film franco-belge de Louis Grospierre.
- Cash? Cash! de Paul Collet et Pierre Drouot.
- Les Ennemis (De vijanden), film belgo-néerlandais de Hugo Claus.
- Noces de plumes, court métrage de Patrick Ledoux.
- Saute ma ville, court métrage de Chantal Akerman.
- Ultra, je t'aime, de Patrick Ledoux.
- Un soir, un train d'André Delvaux.

### Littérature
- Prix Victor-Rossel : Charles Paron, Les vagues peuvent mourir.
- Prix des lettres néerlandaises : Gerard Walschap.

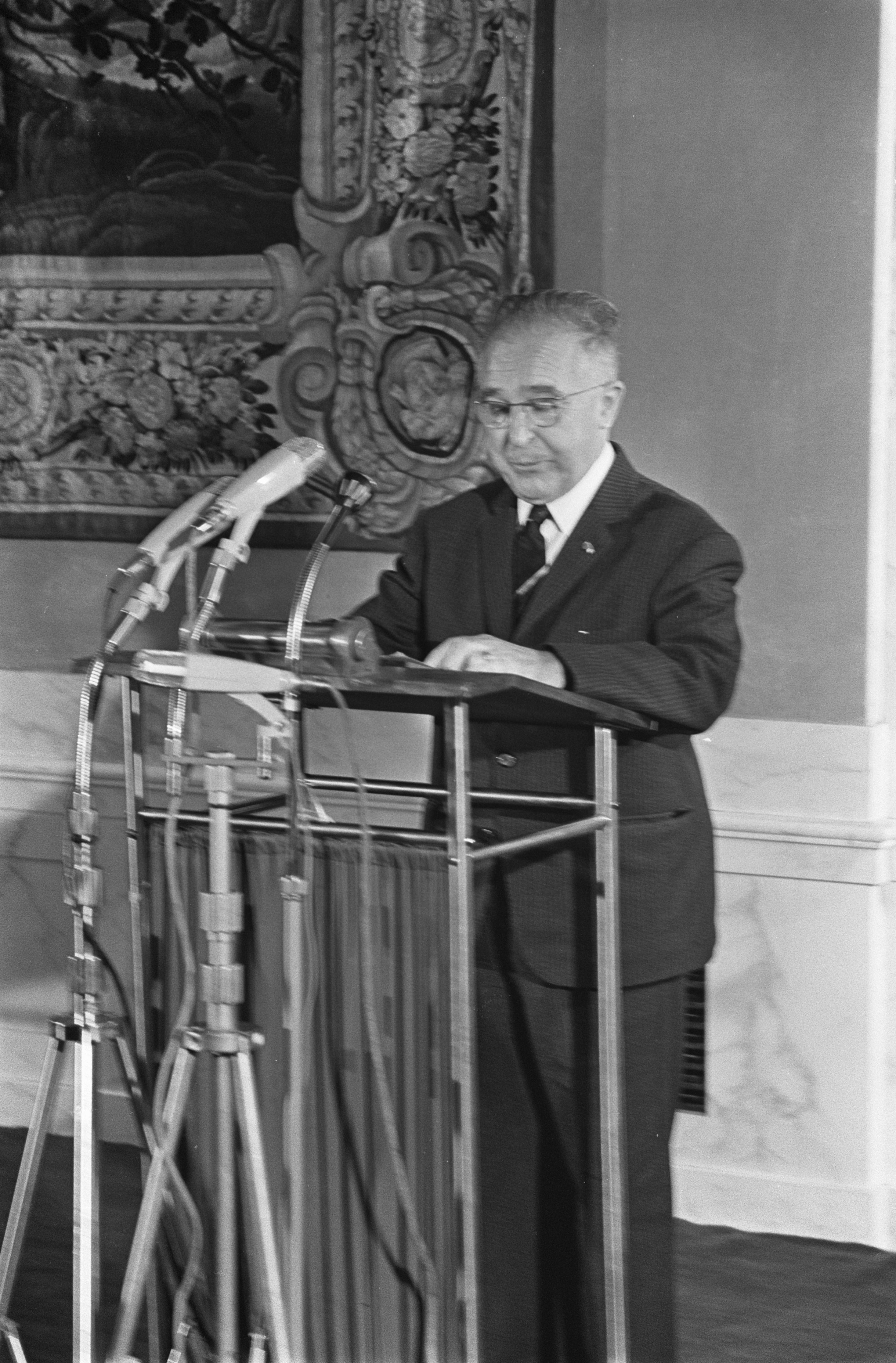
Gerard Walschap prononçant son discours de remerciement après la réception du prix des lettres néerlandaises (4 octobre 1968).

#### Littérature francophone
- America hurrah !, pièces de théâtre de Jean-Claude van Itallie[13].
- L'Opération, roman de Franz Weyergans[14].
- Poème de la grande invention, œuvre de Georges Linze[15].

#### Littérature enpicard
- A l'bukète (À la courte paille), recueil de poèmes de Géo Libbrecht[16].

#### Romans policiers deGeorges Simenon
- L'Ami d'enfance de Maigret.
- Maigret à Vichy.
- Maigret hésite.
- La Main.
- La Prison.

## Sciences
- Prix Francqui : Jules Horrent (philologie romane, ULg)[17].

## Sports
- Trophée national du Mérite sportif : Jacky Ickx (course automobile).

### Cyclisme
- 12 juin : Eddy Merckx remporte le Tour d'Italie.

### Formule 1
- 7 juillet : Jacky Ickx remporte le Grand Prix de France.
- 9 juin : le Néo-Zélandais Bruce McLaren remporte le Grand Prix de Belgique sur le circuit de Spa-Francorchamps.

## Naissances
- 9 janvier : Frédéric Fonteyne, cinéaste.
- 31 janvier : Patrick Stevens, athlète.
- 15 février : Axelle Red, chanteuse.
- 22 février : Delphine Boël, artiste, fille illégitime du roi Albert II.
- 28 février : Éric Van Meir, joueur et entraîneur de football.
- 29 mars : Charlotte Beaudry, peintre.
- 18 juin : Véronique Bidoul, femme politique.
- 4 septembre : Eddy Merckx, joueur de billard.
- 22 juin : Heidi Rakels, judoka.
- 9 novembre : Alain Bettagno, joueur et entraîneur de football.
- 7 décembre : Filip Naudts, photographe.
- 24 décembre : Marleen Renders, athlète.

## Décès
- 4 janvier : Joseph Pholien, Premier ministre de 1950 à 1952 (° 28 décembre 1884).
- 7 février : Louis Delannoy, coureur cycliste (° 16 juin 1902).
- 8 février : Jean Borremans, homme politique (° 14 mai 1911).
- 25 février : Camille Huysmans, Premier ministre de 1946 à 1947 (° 26 mai 1871).
- 13 avril : Albert Valentin, scénariste et réalisateur (° 5 août 1902).
- 7 juillet : Gustave Van Slembrouck, coureur cycliste (° 25 mars 1902).
- 11 juillet : Jules Mahieu, prêtre et militant wallon (° 22 mars 1897).
- 18 juillet : Corneille Heymans, toxicologue, Prix Nobel de physiologie ou médecine en 1938 (° 28 mars 1892).
- 2 septembre : Ernest Claes, écrivain d'expression néerlandaise (° 24 octobre 1885).
- 12 novembre : Victor Lenaers, coureur cycliste (° 12 janvier 1893).

## Statistiques
- Population totale au 1er janvier 1968 : 9 605 601 habitants[18].